# Aloe mccoyi
Aloe mccoyi är en grästrädsväxtart som beskrevs av John Jacob Lavranos och Mies. Aloe mccoyi ingår i släktet Aloe och familjen grästrädsväxter. Inga underarter finns listade i Catalogue of Life.